# VFV-Cup-Frauen
Der Cup des Vorarlberger Fußballverbands der Frauen, kurz VFV-Cup-Frauen genannt, ist einer von neun möglichen österreichischen Fußball-Pokalwettbewerben für Frauen auf Verbandsebene. Er wird vom Vorarlberger Fußballverband ausgerichtet und im K.-o.-System ausgetragen.
Der Cupbewerb trägt den Namen VFV-TOTO-Cup-Frauen und ist ein Qualifikationsbewerb für den ÖFB-Ladies-Cup.

## Geschichte
| Saison                            | Pokal-Sieger                                      | Finalist                                          | Resultat                                          |
| VFV-TOTO-Cup-Frauen               | VFV-TOTO-Cup-Frauen                               | VFV-TOTO-Cup-Frauen                               | VFV-TOTO-Cup-Frauen                               |
| --------------------------------- | ------------------------------------------------- | ------------------------------------------------- | ------------------------------------------------- |
| 1999/2000                         | SW Bregenz                                        | FC Alberschwende                                  | 7:1                                               |
| 2000/01                           | FC Lingenau                                       | FC Alberschwende                                  | 8:2                                               |
| 2001/02                           | FC Koblach                                        | FC Lingenau                                       | 3:1                                               |
| 2002/03                           | FC Koblach                                        | SPG Lingenau/Mellau                               | 1:0                                               |
| 2003/04                           | FC Koblach                                        | FC Alberschwende                                  | 8:0                                               |
| 2004/05                           | FC Koblach                                        | SPG Lingenau/Mellau                               | 3:0                                               |
| 2005/06                           | SC Bregenz                                        | FC Koblach                                        | 6:3                                               |
| 2006/07                           | SC Bregenz                                        | FC Lingenau                                       | 3:0                                               |
| 2007/08                           | FC Lustenau 07                                    | FC Koblach                                        | 4:2 (3:1)                                         |
| 2008/09                           | FC Koblach                                        | FC Lustenau 07                                    | 5:3 (4:1)                                         |
| 2009/10                           | FC Lustenau 07                                    | SC Röthis                                         | 4:0 (1:0)                                         |
| 2010/11                           | SC Röthis                                         | ESV Bludenz                                       | 5:1 (4;0)                                         |
| 2011/12                           | FC RW Rankweil                                    | ESV Bludenz                                       | 6:2 (4:0)                                         |
| 2012/13                           | FC RW Rankweil                                    | SPG FC Lustenau/SC Austria Lustenau               | 4:0 (1:0)                                         |
| 2013/14                           | FC RW Rankweil                                    | ESV Bludenz                                       | 9:0 (4:0)                                         |
| 2014/15                           | FC RW Rankweil                                    | FC Alberschwende                                  | 5:0 (4:0)                                         |
| 2015/16                           | FC RW Rankweil                                    | FC Alberschwende                                  | 8:0 (4:0)                                         |
| 2016/17                           | FFC Vorderland                                    | FC RW Rankweil                                    | 1:1 (1:1), 1:1 n. V. 3:1 n. E.                    |
| 2017/18                           | FC RW Rankweil                                    | FFC Vorderland II                                 | 6:1 (2:0)                                         |
| 2018/19                           | FC Dornbirn                                       | FFC Vorderland III                                | 12:0 (5:0)                                        |
| 2019/20                           | wegen COVID-19-Pandemie in Österreich abgebrochen | wegen COVID-19-Pandemie in Österreich abgebrochen | wegen COVID-19-Pandemie in Österreich abgebrochen |
| 2020/21                           | FC Dornbirn                                       | FFC Vorderland III                                | 7:0 (2:0)                                         |
| 2021/22                           | FC Alberschwende                                  | FFC Vorderland III                                | 1:0 (1:0)                                         |
| 2022/23                           | SPG Milz Leiblachtal                              | FC Alberschwende                                  | 2:1 (0:0)                                         |
| Autohaus Rudi Lins VFV-Frauen-Cup |                                                   |                                                   |                                                   |
| 2023/24                           | FC RW Rankweil                                    | SPG Milz Leiblachtal                              | 5:1 (3:0)                                         |
| 2024/25                           | FC Alberschwende                                  | SPG Milz Leiblachtal                              | 1:1 (0:0), 8:7 i. E.                              |

Als erster Landesverband in einem Bundesland führte der VFV 1999 einen Frauencup ein. Diesen Pokal konnten bis jetzt die Frauenmannschaften von Schwarz-Weiß Bregenz, FC Lingenau, FC Koblach, SC Bregenz, FC Lustenau 07, SC Röthis, FC RW Rankweil und FC Dornbirn für sich entscheiden. 2017 wurde FFC Vorderland, der einzig reine Frauenfußballclub Vorarlbergs, Pokalsieger.

## Bezeichnung (Sponsor)
Für den Pokalwettbewerb der Frauen konnte, so wie bei den Herren die Österreichische Lotterien GmbH gewonnen werden, und so heißt der Bewerb VFV-TOTO-Cup-Frauen. Seit der Saison 2017/18
Der Cup wird seit 2009 mit einem Sponsor im Namenszug ausgetragen. Davor wurde der Pokalbewerb einfach Oberösterreichischer Landescup genannt. Folgende Sponsoren beziehungsweise Namensänderungen hat der Oberösterreichische Pokalwettbewerb in seiner Namensgebung gehabt:
- VFV-TOTO-Cup: 1976/77 – 2016/17 (Namensgeber: Toto (Sportwette))
- Autohaus Rudi Lins VFV-Frauen-Cup: seit 2013/14 (Namensgeber: Autohaus Rudi Lins)

## Spielmodus, Teilnehmer und Auslosung
Der VFV-Frauen-Cup wird im K.-o.-System ausgetragen. Alle Runden werden in einem Spiel entschieden, bis zum Achtelfinale hat der jener Verein Heimrecht, der in der untersten Liga spielt. Sollten beide Vereine in einer Liga spielen, hat der erstgenannte Verein bei der Auslosung Heimrecht Ab dem Achtelfinale wird das Heimrecht gelost. Beim Finale gilt der Sieger des erstgezogenen Halbfinalspieles als Heimmannschaft, der Sieger des zweitgezogenen Halbfinalspiels als Auswärtsmannschaft. Steht es nach 90 Minuten Unentschieden wird der Sieger sofort (ohne Verlängerung) im Elfmeterschießen ermittelt.
- 1. Runde: Vorrunde (Vereine aus der Landesliga)
- 2. Runde: Achtelfinale: (Vereine aus der Vorarlbergliga steigen ein)
- 3. Runde: Viertelfinale: 8 Teilnehmer
- 4. Runde: Halbfinale: 4 Teilnehmer
- 5. Runde: Finale: 2 Teilnehmer

Der Landescup der Frauen wird über fünf Runden, einschließlich einer Vorrunde, ausgetragen. Teilnahmeberechtigt sind alle Kampfmannschaften, 1b- und 1c Mannschaften in Vorarlberg außer dem Bundesligist FFC Vorderland.

## Die Titelträger
7 Pokalsiege
FC RW Rankweil (2012, 2013, 2014, 2015, 2016, 2018, 2024)
5 Pokalsiege
FC Koblach (2002, 2003, 2004, 2005, 2009)
2 Pokalsiege
FC Alberschwende (2022, 2025)
FC Dornbirn (2019, 2021)
FC Lustenau 07 (2008, 2010)
SC Bregenz (2006, 2007)
SW Bregenz 1919 (2000)
1 Pokalsieg
SPG Milz Leiblachtal (2023)
FFC Vorderland (2017)
SC Röthis (2011)
FC Lingenau (2001)